# Blackburn Skua

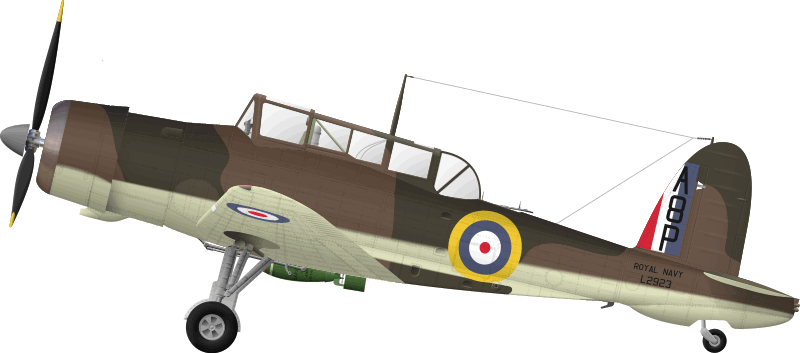
Blackburn Skua L2923, Red-1 della 803 NAS. È uno dei 16 Skua di base presso la RNAS Hatston che affondò la Königsberg a Bergen il 10 aprile 1940. Nel volo di ritorno precipitò e si distrusse risultando l'unico aereo perso nella missione.

Il Blackburn Skua era un bombardiere in picchiata imbarcato ad ala bassa prodotto dall'azienda britannica Blackburn Aircraft Limited nella seconda parte degli anni trenta.
Nonostante non sia uno dei velivoli più famosi della seconda guerra mondiale, detiene una serie di primati. Infatti è stato il primo velivolo monoplano ad entrare in servizio con la Fleet Air Arm, aviazione della Royal Navy, e il primo bombardiere in picchiata progettato in Inghilterra. Inoltre fu il primo velivolo inglese dotato di carrello retrattile, flaps, elica a passo variabile e con struttura interamente metallica.
Nonostante questi primati però lo Skua era un velivolo già superato alla data dell'entrata in guerra della Gran Bretagna.

## Storia

### Sviluppo
Il progetto del velivolo risale alla specifica O.27/34 emessa dal Air Ministry britannico. A questa gara parteciparono le principali ditte britanniche dell'epoca quali la Avro, la Boulton Paul, la Hawker, la Vickers e, naturalmente, la Blackburn. Da questa competizione, conclusasi nel 1935, emerse il progetto della Blackburn, realizzato sotto la supervisione di G.E. Petty.
Il Ministero, nello stesso anno, ordinò la costruzione di due prototipi, denominati Skua I. Il primo prototipo fu completato nel 1937, anno nel quale effettuò anche il suo primo volo.
Questo velivolo rappresentava, per l'epoca, una combinazione di soluzioni tecnologiche d'avanguardia accompagnate con soluzioni già sperimentate. Il prototipo presentava una struttura a semiguscio con rivestimento in lega di alluminio rivettato. La sezione della fusoliera era circolare e la struttura, visto l'impiego navale del velivolo, era stata adeguatamente rinforzata, nonché dotata di gancio d'arresto.
Nelle ali erano stati realizzati due compartimenti stagni che, in caso di ammaraggio, dovevano garantire il galleggiamento del velivolo. Anche l'abitacolo, se la cappottina veniva mantenuta chiusa, era a tenuta stagna. Quest'ultima era di disegno molto angolato, tanto che sembrava aggiunta a progetto concluso, e generava molta resistenza. Nell'abitacolo trovavano posto il pilota e, alle sue spalle, il mitragliere.
Il velivolo era dotato di un'ala bassa composta da tre sezioni: la parte centrale, che non aveva diedro, posta sotto la fusoliera e le due semiali che avevano un diedro pronunciato. Il carrello di atterraggio era ospitato nella parte centrale dell'ala e si ritraeva verso l'esterno. Anche l'ala era di costruzione metallica e, a parte gli alettoni che erano ricoperti di tela, il rivestimento era in metallo. Sotto l'ala erano alloggiati i flaps, che fungevano anche da aerofreni. Per facilitare il rimessaggio del velivolo sulle portaerei le due semiali potevano essere ripiegate all'indietro. Anche la struttura della coda, che ospitava un ruotino non retrattile, era in metallo con rivestimento delle superfici di controllo in tela. Il motore scelto per questo prototipo era il Bristol Mercury IX da 840 hp (630 kW). Quest'ultimo azionava una elica tripala de Havilland a due velocità. Nelle intenzioni iniziali del Ministero lo Skua doveva svolgere il doppio ruolo di caccia intercettore e di bombardiere in picchiata per cui l'armamento del velivolo risentiva di questo doppio impiego.
Sullo Skua I erano alloggiate quattro mitragliatrici Browning da 7,7 mm (.303 in) nelle ali, ed una Lewis, dello stesso calibro, era brandeggiata dal mitragliere a protezione dei settori posteriori.  Sotto la fusoliera era alloggiato il meccanismo di sgancio della bomba. Come per lo Junkers Ju 87 Stuka tedesco il meccanismo era dotato di un cavalletto che allontanava la bomba dal disco dell'elica prima che questa venisse sganciata.
Il carico era costituito di solito da una bomba perforante da 227 kg (500 lb). Su due rastrelliere installabili sotto le semiali venivano trasportate fino a 8 bombe da 9 kg (20 lb) o 4 da 18 kg (40 lb).  Le prove di volo del velivolo non furono però estremamente soddisfacenti tanto che già il secondo prototipo presentava rilevanti modifiche. La più importante delle quali fu l'allungamento di 73 cm del muso del velivolo. Inoltre scomparivano le fessure alari anteriori. La stabilità però rimaneva critica tanto che anche il secondo prototipo venne ampiamente modificato. A subire le maggiori modifiche questa volta fu l'ala. Venne modificato l'angolo delle estremità alari, che furono inclinate verso l'alto. Queste modifiche furono poi introdotte su tutti i velivoli di produzione, denominati Skua II. Però i problemi del velivolo non erano ancora stati superati, tanto che fu necessario creare nella coda un alloggiamento per un paracadute che permettesse al pilota il recupero del velivolo se questo fosse entrato in vite.
Fu anche necessario sostituire il tipo di motore adottato, in quanto il Brisol Mercury era stato scelto per motorizzare il bombardiere bimotore Bristol Blenheim, che finì per assorbirne tutta la produzione. Al suo posto fu scelto il radiale Bristol Perseus XII da 905 hp (675 kW). Se da una parte ci fu un leggero incremento nella potenza erogata, sia la costruzione che la manutenzione del Perseus erano molto più complesse e richiedevano l'opera di personale altamente qualificato.
Nonostante questi problemi vennero ordinati 190 Skua II. Il primo Skua II di produzione volò per la prima volta nell'agosto del 1938. Le consegne furono effettuate tutte tra l'ottobre del 1938 ed il marzo del 1940.

### Impiego operativo

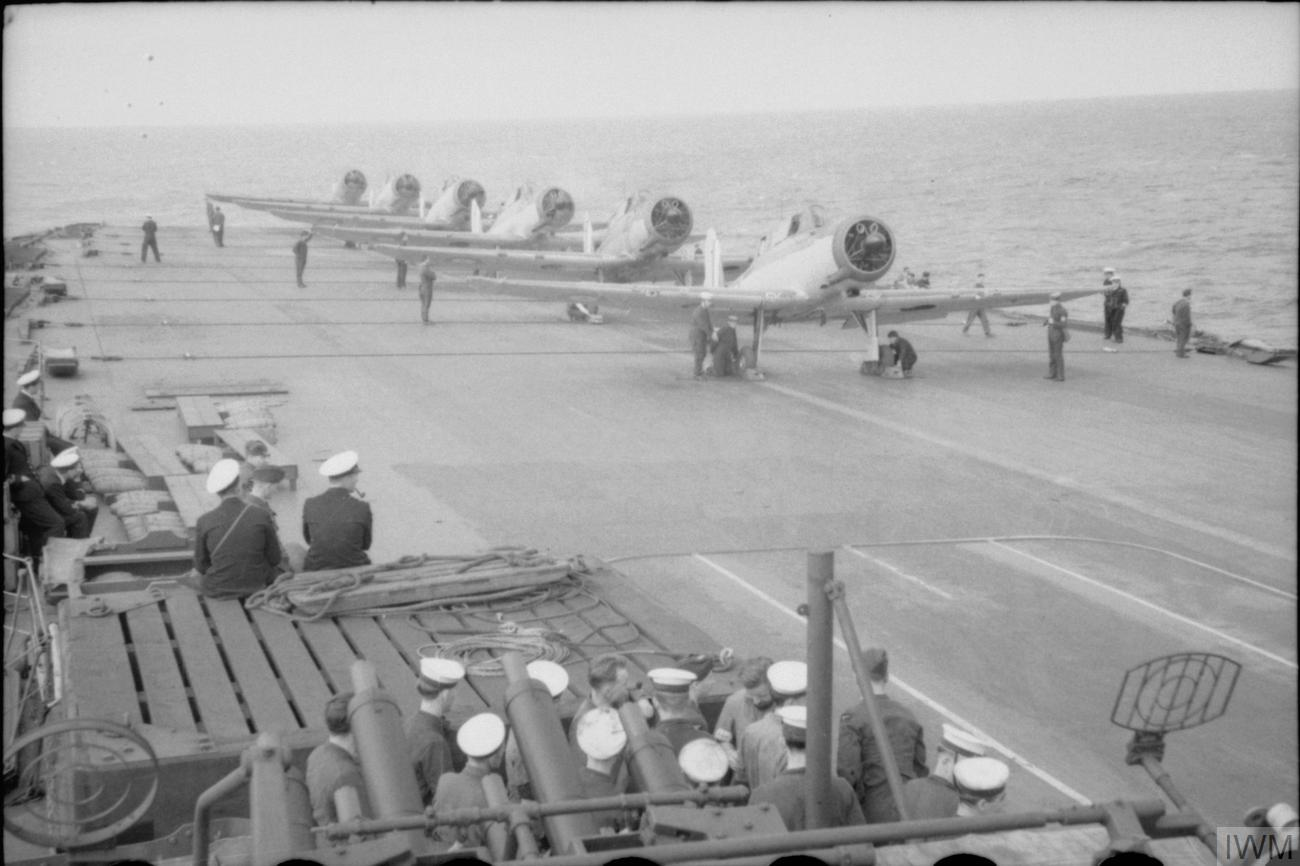
Blackburn Skua dell'800º Naval Air Squadron imbarcati sulla Ark Royal.

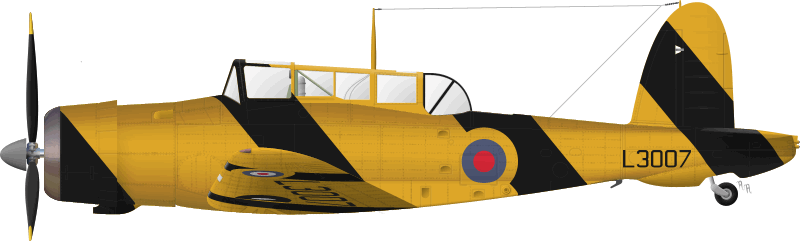
Blackburn Skua L3007 utilizzato come traino bersagli nel 1941.

I primi a ricevere lo Skua II furono gli Squadron 800 e 803 imbarcati sulla Ark Royal. Questi velivoli sostituirono gli Hawker Nimrod e gli Hawker Osprey. Dall'inizio del 1940 erano equipaggiati con lo Skua anche gli Squadron 801, poi imbarcato sulla Ark Royal e sulla Furious, e 806, basato a terra. Fu subito evidente che come caccia, già nel primo periodo di guerra, lo Skua era un velivolo sorpassato per cui il suo impiego fu legato esclusivamente al bombardamento in picchiata. Nonostante le sue limitazioni fu uno Skua, dello Squadron 803, il primo velivolo inglese che rivendicò la prima vittoria della guerra, abbattendo un idrovolante a scafo centrale Dornier Do 18.
L'azione di bombardamento più importante che vide gli Skua in azione fu l'affondamento dell'incrociatore Königsberg avvenuto il 10 aprile 1940 durante le operazioni in Norvegia. Durante tutta la campagna di Norvegia gli Skua furono estesamente impegnati riportando però perdite sensibili, specie nel bombardamento delle forze di invasione tedesche a Narvik. Questo velivolo prese parte anche ai raid contro gli incrociatori tedeschi Admiral Hipper e Scharnhorst.
I limiti del velivolo divennero però sempre più evidenti tanto che si iniziò a ritirarlo dalla prima linea già nel 1941. Negli Squadron 800, 803 e 806 fu sostituito con i Fairey Fulmar mentre allo Squadron 801 andarono i Sea Hurricane. Gli Skua continuarono ad essere utilizzati fino alla fine della guerra in compiti secondari quali il traino bersagli.

## Utilizzatori
Regno Unito
- Fleet Air Arm
- Royal Air Force